# 5. март
5. март (05.03) је 64. дан у години по грегоријанском календару (65. у преступној години). До краја године има још 301 дана.

## Догађаји
- 1496 — Енглески краљ Хенри VII примио у службу италијанске поморце Ђованија и Себастијана Кабота како би за енглеску круну открили нове земље. Њих двојица 1497. стигла до Северне Америке.
- 1684 — Аустрија, Пољска и Венеција у Линцу формирале Свету лигу против Турске.
- 1770 — Британске трупе у Бостону, центру отпора против британске колонијалне власти, убиле пет демонстраната, тај догађај, "Бостонски масакр", убрзао избијање Америчког рата за независност.
- 1832 — У Београду почела да ради прва штампарија у Србији, прва штампан књига била "Сабор истине и науке" Јована Стејића. Штампарија купљена у Русији и допремљена у Београд у мају 1831.
- 1856 — Лондонско позориште "Ковент гарден" уништено у пожару.
- 1916 — Шпански прекоокеански путнички брод "Принц од Асторије" потонуо за неколико минута пошто је ударио у стену близу обале Бразила. Од 588 путника и чланова посаде 455 изгубило живот.
- 1933 — Националсоцијалистичка немачка радничка партија Адолфа Хитлера освојила већину у немачком Рајхстагу.
- 1936 — Полетео је први прототип чувеног британског ловачког авиона Спитфајер.
- 1945 — Америчке трупе у Другом светском рату ушле у Келн.
- 1966 — Сви путници и чланови посаде, њих 124, погинули када је британски путнички авион ударио у јапанску планину Фуџи.
- 1970 — Ступио на снагу уговор о неширењу нуклеарног оружја који је потписало 45 земаља.
- 1975 — Кувајт национализовао нафтну индустрију, укључујући имовину британских нафтних компанија.
- 1983 — На изборима у Аустралији лабуристи Боба Хоука победили либерале Малкома Фрејзера.
- 1993 — Минут после полетања са скопског аеродрома срушио се македонски путнички авион "Фокер 100". Погинуло 77 од 97 путника и чланова посаде.
- 1998 — У нападу тамилских побуњеника, који су у главном граду Шри Ланке, Коломбу, активирали експлозив у једном аутобусу, погинуло 37, повређено око 250 људи.
- 1998 — У нападу српске полиције на кућу Адема Јашарија у селу Доње Преказе погинуло је око 60 особа.
- 1999 — Одлуком Међународног арбитражног трибунала, град Брчко добио је статус дистрикта под суверенитетом Босне и Херцеговине, што је изазвало оштре протесте у Републици Српској, српском ентитету у БиХ.
- 2001 — Председници Југославије и Републике Српске Војислав Коштуница и Мирко Шаровић у Бањалуци потписали Споразум о успостављању специјалних и паралелних веза Југославије и РС.
- 2003 — Представнички дом Конгреса САД усвојио је Закон о нормализацији трговинских односа САД са Србијом и Црном Гором.
- 2006 — Бивши председник РС Крајине Милан Бабић починио самоубиство у притворској јединици Хашког трибунала.

## Рођења
- 1133 — Хенри II Плантагенет, енглески краљ. (прем. 1189)[1]
- 1696 — Ђовани Батиста Тијеполо, италијански сликар. (прем. 1770)[2]
- 1871 — Роза Луксембург, пољско-немачка публицисткиња, теоретичарка марксизма и демократског социјализма, вођа пољског и немачког радничког покрета. (прем. 1919)[3]
- 1903 — Сретен Марић, српски есејиста, преводилац и професор светске књижевности. (прем. 1992)[4]
- 1903 — Златко Шнајдер, југословенски револуционар и политички радник, један од седам секретара СКОЈ-а. (прем. 1931)[5]
- 1908 — Рекс Харисон, енглески глумац. (прем. 1990)[6]
- 1922 — Пјер Паоло Пазолини, италијански редитељ, песник, писац, драматург, новинар и интелектуалац. (прем. 1975)[7]
- 1927 — Марко Валок, српски фудбалер и фудбалски тренер.[8] (прем. 2024)[9]
- 1936 — Дин Стоквел, амерички глумац. (прем. 2021)[10]
- 1938 — Фред Вилијамсон, амерички глумац и играч америчког фудбала
- 1939 — Саманта Егар, енглеско-америчка глумица.[11]
- 1940 — Оливера Катарина, српска глумица и певачица.[12]
- 1948 — Еди Грант, гвајанско-енглески музичар.[13]
- 1952 — Петар Борота, српски фудбалски голман. (прем. 2010)[14]
- 1952 — Робин Хоб, америчка књижевница.
- 1954 — Зоран Петровић, српски књижевник. (прем. 2018)[15]
- 1957 — Марк Е. Смит, енглески музичар, најпознатији као оснивач и једини стални члан групе The Fall. (прем. 2018)[16]
- 1970 — Александар Вучић, српски политичар.[17]
- 1970 — Џон Фрушанте, амерички музичар и музички продуцент, најпознатији као гитариста.[18]
- 1974 — Ева Мендес, америчка глумица и модел.[19]
- 1974 — Андреј Шепетковски, српски глумац.[20]
- 1975 — Џолин Блејлок, америчка глумица и модел.[21]
- 1976 — Шарунас Јасикевичијус, литвански кошаркаш и кошаркашки тренер.[22]
- 1976 — Бо Мадсен, дански музичар, најпознатији као гитариста групе Mew.[23]
- 1979 — Корсли Едвардс, амерички кошаркаш.[24]
- 1979 — Рики Линдхоум, америчка глумица, комичарка и музичарка.
- 1982 — Милош Марић, српски фудбалер.[25]
- 1983 — Ђорђе Туторић, српски фудбалер.[26]
- 1984 — Гијом Оаро, француски фудбалер.[27]
- 1984 — Бранко Цветковић, српски кошаркаш.[28]
- 1987 — Блаж Кавчич, словеначки тенисер.[29]
- 1987 — Ана Чакветадзе, руска тенисерка.[30]
- 1988 — Јована Бракочевић, српска одбојкашица.
- 1990 — Мејсон Пламли, амерички кошаркаш.[31]
- 1993 — Хари Магвајер, енглески фудбалер.[32]
- 1993 — Фред, бразилски фудбалер.
- 1996 — Сара Рељић, црногорско-српска певачица.
- 1998 — Вељко Бирманчевић, српски фудбалер.[33]
- 1999 — Медисон Бир, америчка певачица и глумица.[34]
- 2000 — Милош Гордић, српски фудбалски голман.[35]

## Смрти
- 1827 — Алесандро Волта, италијански физичар. (рођ. 1745)[36]
- 1879 — Коста Цукић, политичар и државник, министар просвете и финансија Србије. (рођ. 1826)[37]
- 1898 — Милутин Гарашанин (политичар), српски политичар, критичар, председник Владе. (прем. 1843)[38]
- 1925 — Јохан Јенсен, дански математичар и инжењер. (рођ. 1859)[39]
- 1927 — Коста Христић, српски правник и дипломата, министар правде. (рођ. 1852)[40]
- 1953 — Јосиф Висарионович Џугашвили Стаљин, совјетски диктатор. (рођ. 1879)[41]
- 1953 — Сергеј Сергејевич Прокофјев, руски композитор и пијаниста. (рођ. 1891)[42]
- 1964 — Милтон Манаки, први филмски сниматељ на Балкану. (рођ. 1880)
- 1967 — Мохамед Мосадик, ирански политичар. (рођ. 1882)[43]
- 1982 — Џон Белуши, амерички глумац и музичар. (рођ. 1949)[44]
- 1984 — Тито Гоби, италијански певач. (рођ. 1915)[45]
- 1966 — Ана Ахматова, руска песникиња. (рођ. 1889)[46]
- 1990 — Гари Мерил, амерички глумац. (рођ. 1915)[47]
- 2003 — Харди Ејмис, дизајнер. (рођ. 1909)
- 2006 — Милан Бабић, председник и председник Владе Републике Српске Крајине од 1991. до 1995. године. (рођ. 1956)[48]
- 2010 — Херта Хас, једна од четири службено признатих жена Јосипа Броза Тита. (рођ. 1914)[49]
- 2013 — Уго Чавез, председник Венецуеле. (рођ. 1954)[50]
- 2019 — Мирољуб Лешо, југословенски и српски глумац. (рођ. 1946)[51]
- 2022 — Владимир Жога, гардијски пуковник Доњецке Народне Републике (ДНР)[52]

## Празници и дани сећања
- Српска православна црква слави:
  - Светог Лава - епископа катанског.
  - Светог свештеномученика Садока